# Marien Ngouabi

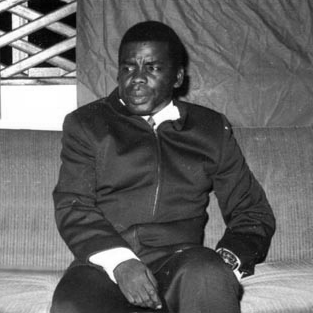
Marien Ngouabi

Marien Ngouabi (auch N'Gouabi; * 1938 in Ombele; † 18. März 1977 in Brazzaville) war ein kongolesischer Offizier und Politiker. Von 1968 bis zu seinem Tod 1977 amtierte er als Staatspräsident der Republik Kongo bzw. Volksrepublik Kongo.

## Soldat
Ngouabi stammte aus dem Norden des Landes. Er trat der Armee bei und besuchte die Militärakademie in Straßburg. 1964 wurde er zum Hauptmann befördert. 1966 wurde er wegen seiner Weigerung, an einem Putsch gegen den Präsidenten Alphonse Massemba-Débat teilzunehmen, kurzzeitig aus der Armee verstoßen und nach dem Scheitern des Putsches wieder aufgenommen. Er wurde zum linken Flügel der regierenden Einheitspartei Mouvement National de la Révolution (MNR) gezählt. Im Juli 1968 war er kurzzeitig inhaftiert, wurde aber schnell von anderen Soldaten befreit. Ob er am Putsch vom 4. September 1968 teilnahm, der Massemba-Débats Präsidentschaft ein Ende setzte, blieb unklar.

## Präsident
Am 31. Dezember 1968 wurde er als Vorsitzender der Junta, die unter dem Namen Conseil national de la révolution auftrat, neuer Präsident. Am 31. Dezember 1969 änderte er den Namen des Landes von „Republik Kongo“ in „Volksrepublik Kongo“. Ohne die Verbindung zu Frankreich ganz abreißen zu lassen, ging das Land unter seiner Führung eine enge Bindung an die Sowjetunion ein. Die bisherige Einheitspartei wurde im Dezember 1969 durch eine neue unter dem Namen Parti Congolais du Travail (PCT) ersetzt. 1975 wurde er als Präsident wiedergewählt, das Ergebnis fiel mangels Konkurrenz recht eindeutig aus.
Einige Putschversuche gegen ihn wurden allerdings mit Frankreich in Verbindung gebracht. So soll er es Mitte der 1970er Jahre abgelehnt haben, die bislang zum portugiesischen Angola gehörende Exklave Cabinda mit ihren Erdölvorkommen unter Kontrolle zu bringen.
Wie sein Vorgänger pflegte er auch gute Beziehungen zur Volksrepublik China, die er im Juli 1973 besuchte.

## Tod
Ngouabi wurde am 18. März 1977 bei einem weiteren Putschversuch ermordet. Einige tatsächliche oder vermutete Hintermänner wurden gefasst und hingerichtet. Unter Verdacht geriet auch sein Vorgänger Massemba-Débat, der am 25. März 1977 ebenfalls hingerichtet wurde. Als Staatsoberhaupt folgte ihm sein Vetter Joachim Yhombi-Opango.
Heute ist der 18. März Gedenktag in der Republik Kongo, die einzige Universität des Landes in Brazzaville wurde ihm zu Ehren Université Marien Ngouabi benannt, und im August 2005 wurde in Pointe-Noire eine Stele zu seinem Angedenken eingeweiht.